# Grand Bassa
Grand Bassa is een van de vijftien county's van Liberia en is gelegen aan de kust in het zuiden van het land. Grand Bassa heeft een oppervlakte van 8759 km² en had in 2007 ongeveer 223.000 inwoners. De hoofdstad van de county is Buchanan.

## Geschiedenis
Grand Bassa was een van de twee county's die gevormd werden bij de grondwet van 5 januari 1839. De andere was Montserrado. Op 19 februari 1955 werd het territorium River Cess gevormd met een deel van Grand Bassa maar bleef wel onder de county's staan. In 1985 werd River Cess een county en daarbij effectief afgesplitst.

## Grenzen
Grand Bassa is aan zee gelegen:
- Aan de Atlantische Oceaan in het zuidwesten.

De county grenst verder aan vier andere county's van Liberia:
- Bong in het noorden.
- Nimba in het noordoosten.
- Montserrado in het zuidoosten.
- Margibi in het noordwesten.

## Districten
De county bestaat uit zes districten:
- District 1
- District 2
- District 3
- District 4
- Owensgrove
- St. John River

Bomi · Bong · Gbarpolu · Grand Bassa · Grand Cape Mount · Grand Gedeh · Grand Kru · Lofa · Margibi · Maryland · Montserrado · Nimba · River Cess · River Gee · Sinoe